# 小行星2750
小行星2750（2750 Loviisa）是一颗围绕太阳公转的小行星。1940年12月30日，爾約·維薩拉在图尔库发现了此天体。
該小行星以芬蘭的城市洛維薩命名。
这颗小行星的绝对星等为81.96843等。